# Savage-Guilford
Savage-Guilford és una concentració de població designada pel cens dels Estats Units a l'estat de Maryland. Segons el cens del 2000 tenia 12.918 habitants.

## Demografia
Segons el cens del 2000, Savage-Guilford tenia 12.918 habitants, 4.811 habitatges, i 3.314 famílies. La densitat de població era de 1.009,6 habitants per km².
Dels 4.811 habitatges en un 41,4% hi vivien nens de menys de 18 anys, en un 51,9% hi vivien parelles casades, en un 13,1% dones solteres, i en un 31,1% no eren unitats familiars. En el 22,2% dels habitatges hi vivien persones soles el 3,2% de les quals corresponia a persones de 65 anys o més que vivien soles. El nombre mitjà de persones vivint en cada habitatge era de 2,67 i el nombre mitjà de persones que vivien en cada família era de 3,18.
Per edats la població es repartia de la següent manera: un 29,3% tenia menys de 18 anys, un 6,7% entre 18 i 24, un 44,1% entre 25 i 44, un 15,5% de 45 a 60 i un 4,4% 65 anys o més.
L'edat mediana era de 32 anys. Per cada 100 dones de 18 o més anys hi havia 92,2 homes.
La renda mediana per habitatge era de 64.983 $ i la renda mediana per família de 70.917 $. Els homes tenien una renda mediana de 45.457 $ mentre que les dones 39.777 $. La renda per capita de la població era de 25.798 $. Entorn del 3,7% de les famílies i el 4,9% de la població estaven per davall del llindar de pobresa.

## Poblacions més properes
El següent diagrama mostra les poblacions més properes.